# Minnesang

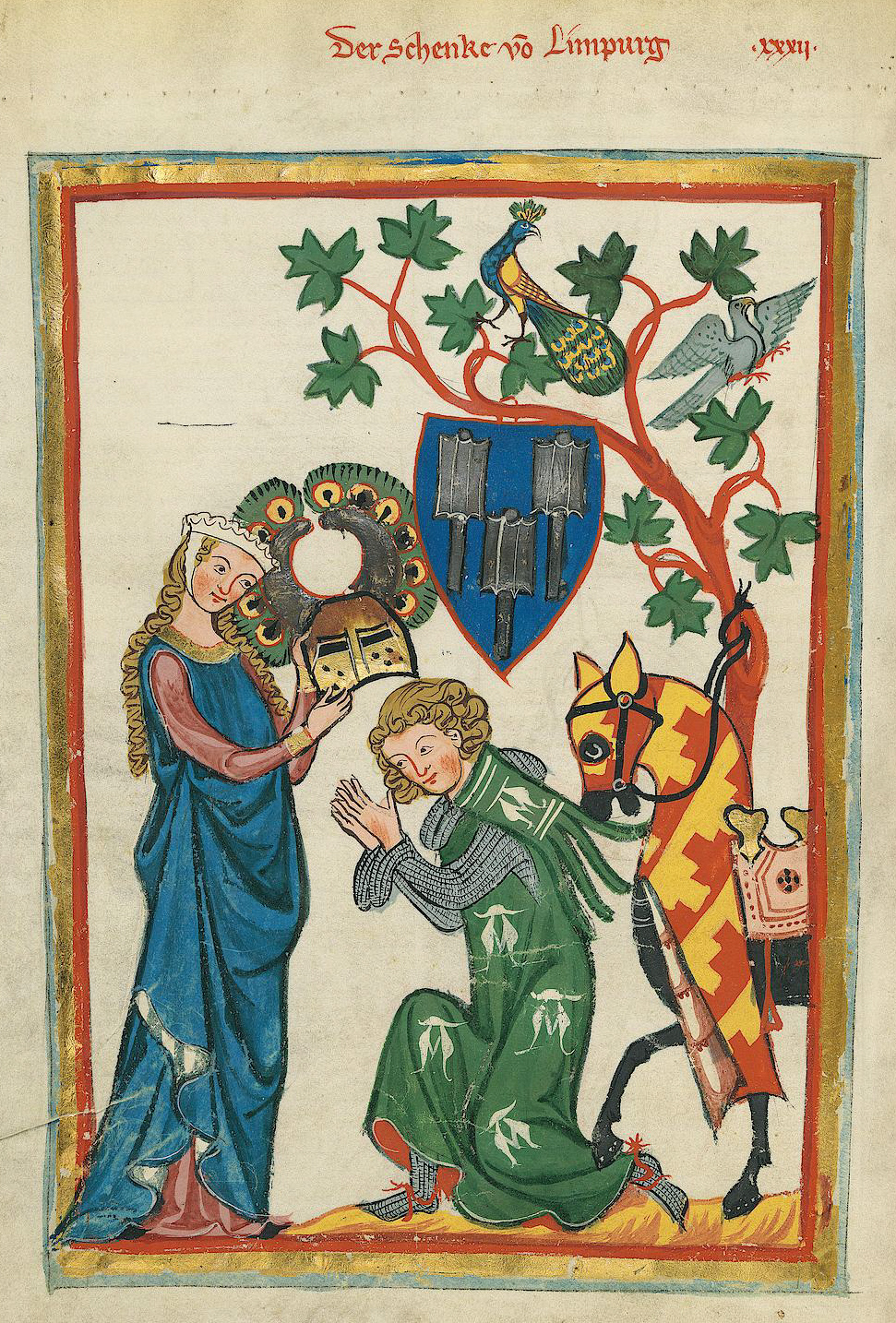
Còdex Manesse, escena que representa Konrad von Limpurg, fol. 82v

El Minnesang és la tradició de la poesia lírica i la cançó a Alemanya des del segle xii i fins al segle xiv. Els autors i intèrprets del Minnesang es coneixen com a Minnesänger en alemany (sing. i pl. idèntics; en anglès Minnesinger -s). El nom deriva de la paraula de l'alt alemany mitjà Minne "amor", ja que aquest era el seu tema principal; el Minnesang és, per tant, el cant d'amor; cada cançó individual s'anomena Minnelied. Els Minnesänger van ser similars als trobadors provençals i trobers del nord de França; van escriure poesia amorosa en la tradició de l'amor cortès en alt alemany mitjà.

## L'estatus social

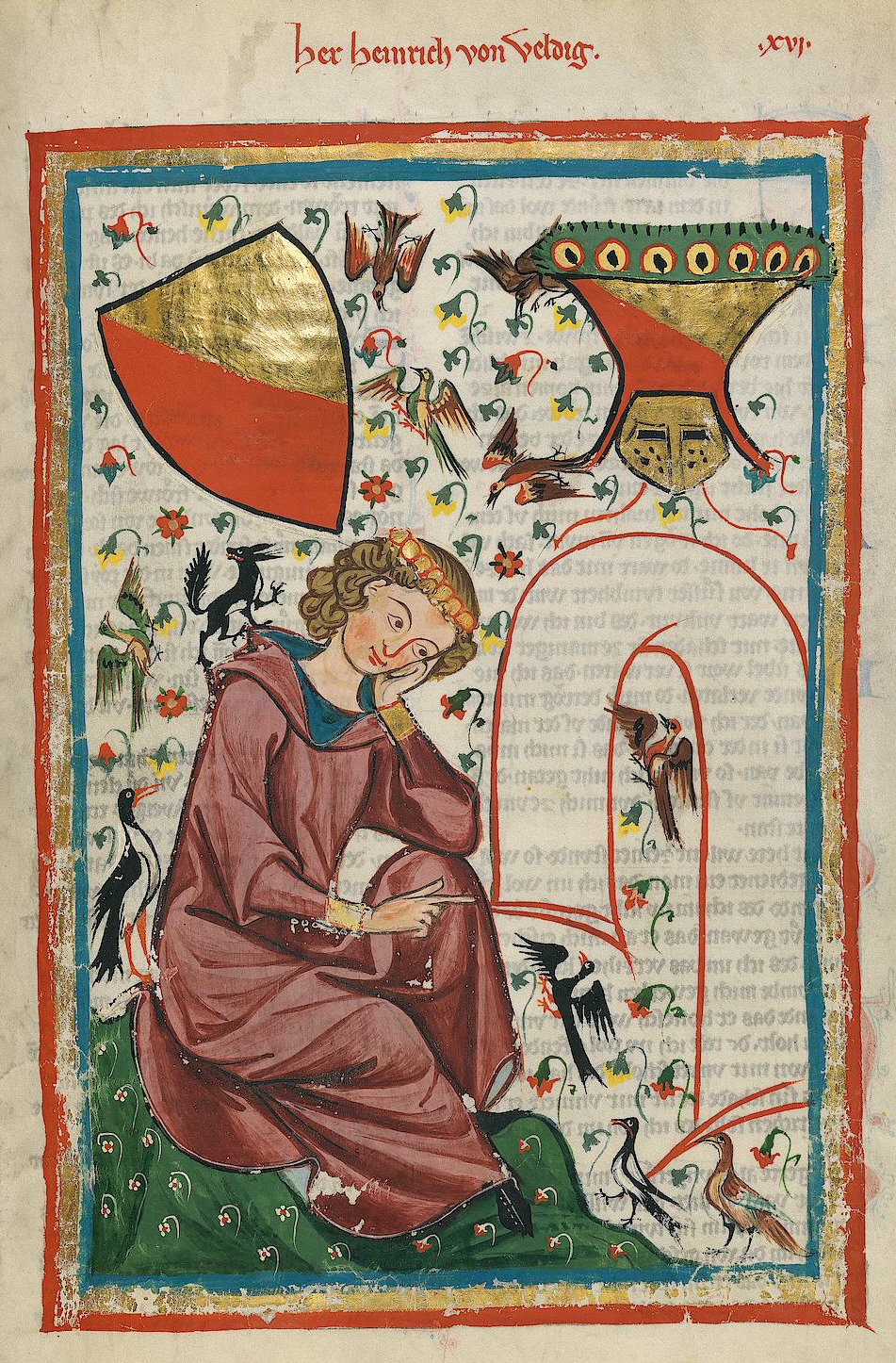
Còdex Manesse fol. 30r, Hendrik van Veldeke

En absència d'informació biogràfica fiable, hi ha hagut un debat sobre la situació social dels Minnesänger. Alguns pertanyien clarament a l'alta noblesa -el Còdex Manesse del s. XIV inclou cançons de ducs, comtes, reis, i fins i tot de l'emperador Enric VI. Alguns Minnesänger, com ho indica el títol de Meister (mestre), eren persones d'origen plebeu que es van educar en la literatura, com Meister Konrad von Würzburg. Es creu que molts eren membres d'una classe de la noblesa menor, vassalls dels grans senyors. En termes generals, els Minnesänger estaven escrivint i actuant per la seva pròpia classe social a la cort, i han de ser considerats com a cortesans més que no pas com a músics professionals. Friedrich von Hausen, per exemple, va formar part de l'entorn de Frederic Barbarroja i va morir en la croada. Com a recompensa pel seu servei, Walther von der Vogelweide va rebre un feu de l'emperador Frederic II.
Diversos dels Minnesänger més coneguts són també autors de poesia narrativa (roman), entre ells Hendrik van Veldeke, Wolfram von Eschenbach i Hartmann von Aue.

## Història
Els primers textos daten de vers 1150, i els primers Minnesänger de nom conegut són Der von Kürenberg ("el de Kürenberg") i Dietmar von Aist, que escriuen clarament en una tradició alemanya nativa en el tercer quart del segle xii. És la que es coneix com la "tradició del Danubi". Es caracteritza per composicions majoritàriament d'una sola estrofa, i encara de pocs versos; però són versos relativament llargs i amb cesura.
Des de 1170, aproximadament, els poetes lírics alemanys van rebre la influència dels trobadors provençals i els trobers francesos del nord. Una sèrie de cançons d'aquest període coincideixen exactament en la forma amb cançons de trobers, cosa que indica que el text alemany es podria haver cantat amb la melodia del text francès; això es fa especialment probable quan hi ha similituds significatives de contingut. Aquestes cançons es denominen contrafacta. Per exemple, "Ich Denke underwilen" de Friedrich von Hausen és considerat com un contrafactum de "Ma joie premeraine" de Guiot de Provins.
Vers 1190, els poetes alemanys van començar a alliberar-se de la influència francesa i provençal. Aquest període és considerat com el període del Minnesang clàssic amb Albrecht von Johansdorf, Heinrich von Morungen, Reinmar von Hagenau que van desenvolupar nous temes i formes, arribant a la seva culminació en Walther von der Vogelweide, considerat tant en l'Edat Mitjana i en el dia d'avui com el més gran dels Minnesänger.
El Minnesang més tardà, al voltant de 1230, es caracteritza per un allunyament parcial de l'ethos refinat de Minnesang clàssic i pels cada vegada més elaborats desenvolupaments formals. El més notable dels Minnesänger tardans, Neidhart von Reuental, introdueix personatges de les classes socials més baixes i, sovint busca efectes humorístics.

## Transmissió

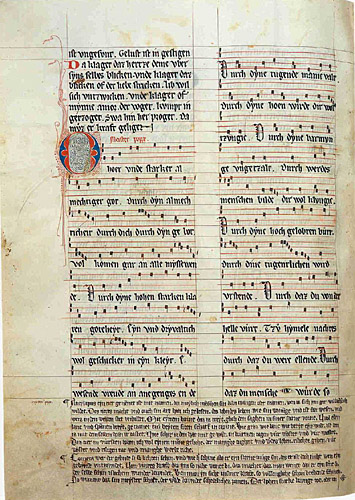
Jenaer Liederhandschrift

Les obres dels Minnesänger s'han transmès a través de cançoners. Els més importants són
- C: Còdex Manesse (o Große Heidelberger Liederhandschrift; 'gran cançoner de Heidelberg'), Cod. Pal. germ. 848 de la Biblioteca de la Universitat de Heidelberg; segle XIV
- A: Kleine Heidelberger Liederhandschrift (és a dir 'petit cançoner de Heidelberg') Cod. Pal. germ. 357 de la Biblioteca de la Universitat de Heidelberg; segle xiii
- B: Weingartner Liederhandschrift (o Stuttgarter Liederhandschrift), Württembergische Landesbibliothek Stuttgart; principis del s. XIV
- E: Würzburger Liederhandschrift (Biblioteca Universitària de Múnic, Cod. Ms. 731; vers 1350
- J: Jenaer Liederhandschrift (Jena); mitjans del s. XIV; amb notació musical
- t: Kolmarer Liederhandschrift (Múnic, Bayerische Staatsbibliothek, Cgm 4997); vers 1460; amb notació musical

## Melodies
Només un petit nombre de melodies del Minnelied han sobreviscut fins als nostres dies, sobretot en els manuscrits que daten del segle xv o posteriors, i que, per tant, poden presentar les cançons d'una forma diferent a l'original. A més, sovint és força difícil d'interpretar la notació musical usada per escriure-les. Tot i que el contorn de la melodia en general es pot endevinar, el ritme de la cançó és sovint difícil d'imaginar.
Hi ha una sèrie d'enregistraments de Minnesang utilitzant les melodies originals, així com els grups de rock com Ougenweide interpretant cançons amb instruments moderns.

## Desenvolupaments posteriors
Al segle xv, es va donar pas a la tradició de la Meistersänger. Les dues tradicions són molt diferents, però; els Minnesänger eren principalment aristòcrates, mentre que els Meistersänger generalment eren plebeus.
Almenys dues òperes s'han escrit sobre la tradició Minnesang: Tannhäuser de Richard Wagner i Guntram de Richard Strauss.

## Minnesänger més importants

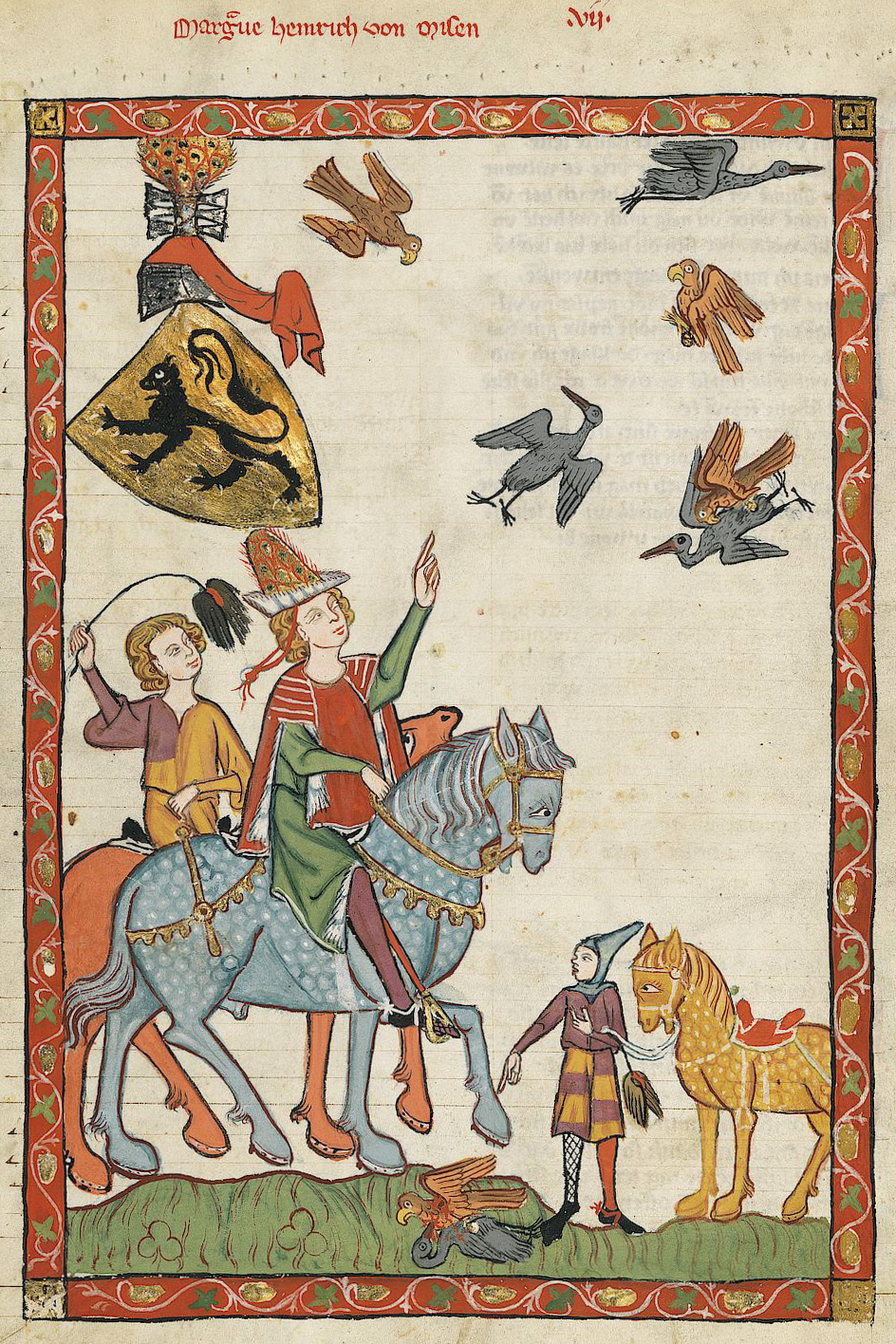
El marcgravi Heinrich von Meißen segons el Còdex Manesse fol. 14v

### Tradició danubiana
- Dietmar von Aist
- Der von Kürenberg
- Meinloh von Sevelingen

### Lírica cortesa primerenca
- Friedrich von Hausen
- Emperador Enric VI
- Hendrik van Veldeke
- Spervogel

### Minnesang clàssic
- Albrecht von Johansdorf
- Bernger von Horheim
- Gottfried von Strassburg
- Hartmann von Aue
- Heinrich von Morungen
- Reinmar von Hagenau
- Susskind von Trimberg
- Walther von der Vogelweide
- Wolfram von Eschenbach

### Minnesang tardà
Segle XIII
- Otto von Botenlauben
- Reinmar von Brennenberg
- der Regenboge
- Friedrich von Sonnenburg
- Gottfried von Neifen
- Heinrich von Meissen (Frauenlob)
- Hugo von Montfort

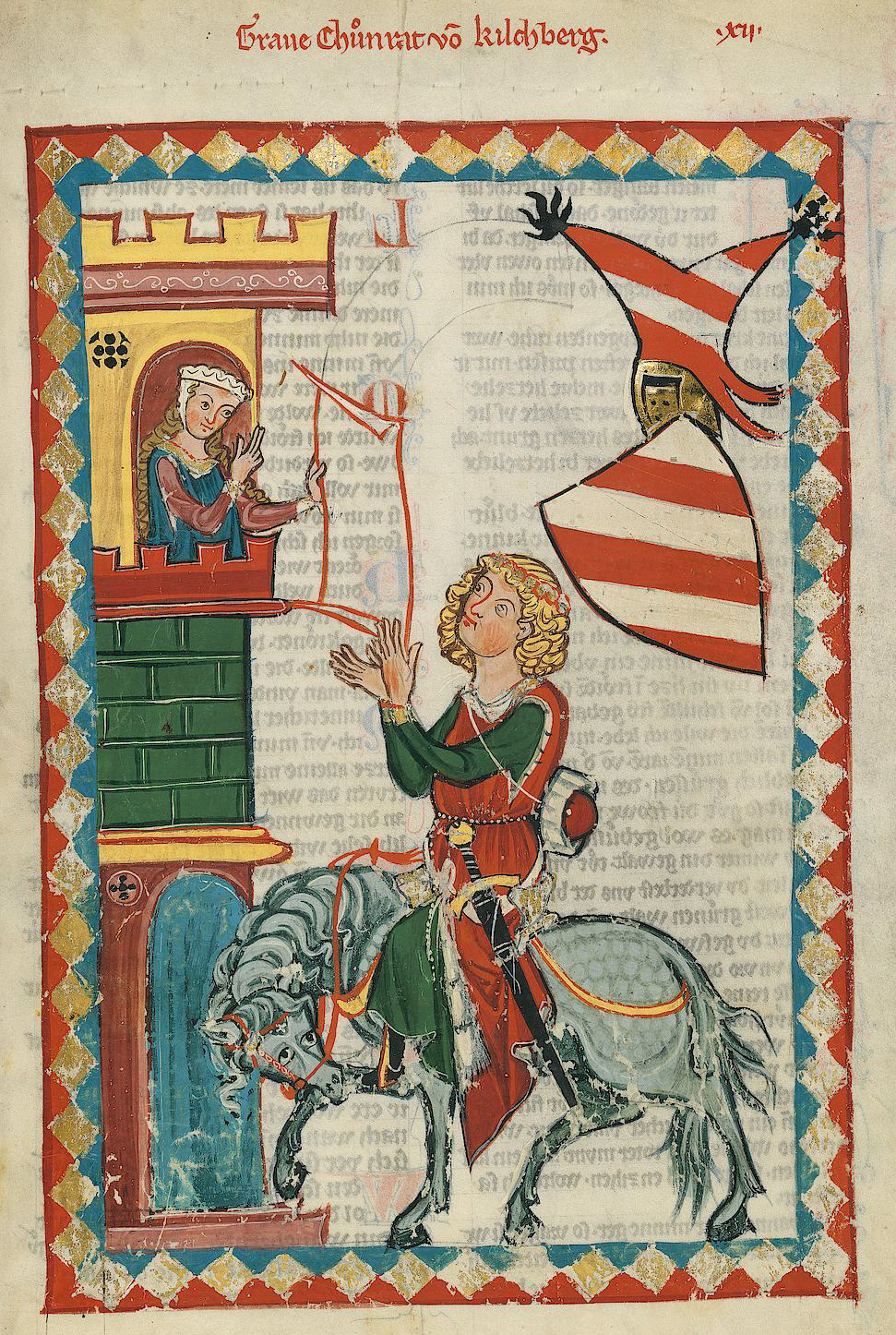
Konrad von Kirchberg al Còdex Manesse fol. 24r

- Konrad von Würzburg (1220/1230 - 1287)
- Neidhart von Reuental (primera meitat del segle xiii)
- Otto von Botenlauben (1177 - abans de 1245)
- Reinmar von Zweter (1200 - després de 1247)
- Der Tannhäuser
- Ulrich von Liechtenstein (ca. 1200-1275)
- Walther von Klingen (1240-1286)

Segle XIV
- Johannes Hadlaub (fi de segle xiii-1340)
- Muskatblüt
- Oswald von Wolkenstein

## Edicions
Les edicions estàndard pel Minnesang són:
- Segle XII i principis del segle xiii (fins a Reinmar von Hagenau):

H. Moser, H. Tervooren, Des Minnesangs Frühling.
Vol. I: Textos, 38a edició (Hirzel, 1988) ISBN 3-7776-0448-8
Vol II: Principis editorials, Melodies, manuscrits, notes, 36a edició (Hirzel, 1977) ISBN 3-7776-0331-7
Vol III: Comentaris (Hirzel, 2000) ISBN 3-7776-0368-6
- Segle XIII: Minnesang després de Walther von der Vogelweide:

Carl v. Kraus, G. Kornrumpf, Deutsche Liederdichter des 13. Jahrhunderts (Niemeyer 1978) ISBN 3-484-10284-5.
- Segles XIV i XV:

Thomas Cramer, Die kleineren Liederdichter des 14. und 15. Jhs., 4 Vols (Fink 1979-1985)
Hi ha edicions separades de les obres de Walther von der Vogelweide, i d'altres Minnesänger coneguts. Hi ha moltes seleccions publicades amb traducció moderna alemanya.